# Leamington (Utah)
Leamington es una localidad en el condado de Millard, estado de Utah, Estados Unidos. Según el censo de 2000 la población era de 217 habitantes.

## Geografía
Leamington se encuentra en las coordenadas 39°31′54″N 112°16′41″O / 39.53167, -112.27806.
Según la oficina del censo de Estados Unidos, la localidad tiene una superficie total de 4,1 km². No tiene superficie cubierta de agua.

## Historia
En 1871 los colonos de Oak City, Utah, construyeron una presa en lo que hoy es Leamington. La propia ciudad fue asentada en 1873 por Thomas Morgan. Él fue el presidente de la rama de Leamington de la Iglesia de los Santos de los Últimos Días por primera vez cuando el Poder de la misma fue organizada en 1876. En 1880 un centro de reuniones de registro fue construida y en ese momento la ciudad tenía una sala de LDS con Mary Goble Pay como presidente de la organización primaria. En 1930, Leamington y sus inmediaciones, tenía una población de 356 habitantes.